# Regeringsgatan, Hjo

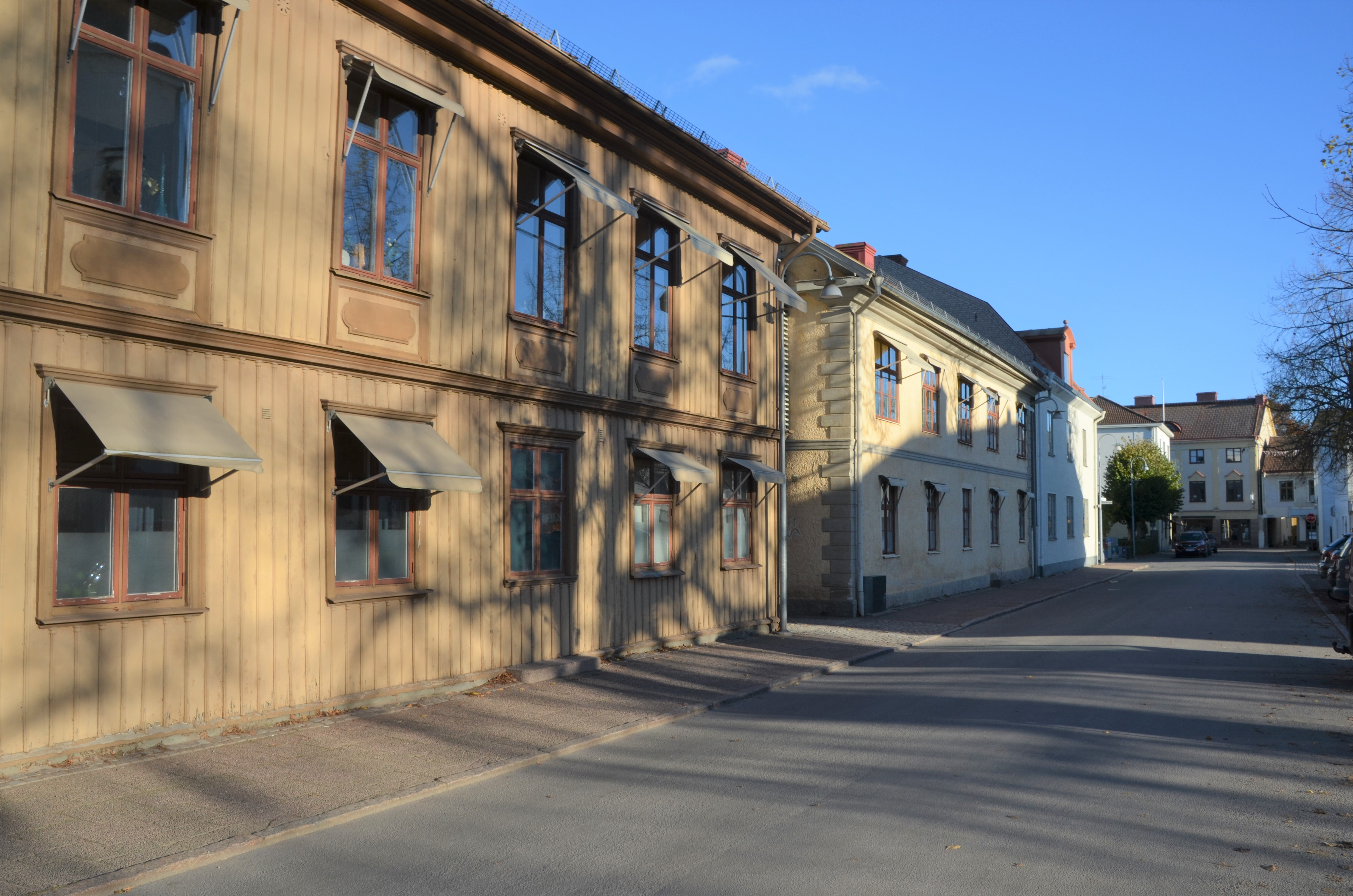
Regeringsgatan mot sydost. Närmast till vänster Stadsgårdens två gatuhus. I fonden Regeringsgatans mynning i Hamngatan med husen Hamngatan 8 och 6.

Regeringsgatan är en gata i Gamla staden i Hjo mellan Hamngatan och Hammarsvägen/Västergränd. Regeringsgatan hette tidigare Norra Kyrkogatan och går förbi Hjo kyrka, vars föregångare uppfördes mot slutet av 1200-talet eller i början av 1300-talet, på kyrkans nordöstra sida. 
Regeringsgatan är en av Hjos äldsta gator. Den nuvarande gatan delar sträckning med den äldre på sträckan Tunnbindargränd – Hantverksgatan. Fram till första hälften av 1800-talet krökte gatan åt nordost 90 grader vid nuvarande Tunnbindargränd och löpte en bit i backen mot Hjoån. Den hade från slutpunkten en smal förbindelse med Hamngatan. Den nuvarande sträckan rakt fram till Hamngatan finns utmärkt på 1856 års karta.
I den nordvästra ändan förlängdes Regeringsgatan under första hälften av 1800-talet rakt fram ett kvarter, varefter den krökte åt sydväst 90 grader för att ansluta till Västergränd.
Mot slutet av 1800-talet och början av 1900-talet fick gatan mer framträdande position genom att kommunala funktioner samlades i Stadsgården, med rådhus, polisstation, häkte och brandstation. Också Borgmästargården förlades till Regeringsgatan.

## Byggnader
| Namn                           | Adress                                      | Kvarter      | Beskrivning | Koordinater                                           | Bild |
| ------------------------------ | ------------------------------------------- | ------------ | --- | ----------------------------------------------------- | ---- |
|                                | Regeringsgatan 1 / Hamngatan 1 Stora Torget | Källaren 2   | Affärshus uppfört 1965 efter ritningar av S. Hallbergs Arkitekt- och konstruktionsfirma i Tibro.                                                                                     | 58°18′05.7″N 14°17′19.7″Ö / 58.301583°N 14.288806°Ö   |      |
|                                | Regeringsgatan 2 / Hamngatan 3A–C           | Anden 1      | Bostads- och affärshus i tre våningar, ritat 1936 av Iwan Wennerlund i Örebro. | 58°18′06.5″N 14°17′21.5″Ö / 58.301806°N 14.289306°Ö   |      |
| Hjo kyrka                      | Stora Torget                                | Kaplanen 7   | Hjo kyrka från 1799, då den ersatte den nedbrunna medeltida kyrkan. | 58°18′06.9″N 14°17′16.38″Ö / 58.301917°N 14.2878833°Ö |      |
| Prästgården                    | Regeringsgatan 3                            | Kaplanen 6   | Prästgården är uppförd 1872 och ombyggd senare. | 58°18′08.2″N 14°17′12.2″Ö / 58.302278°N 14.286722°Ö   |      |
|                                | Tunnbindargatan 1C/ Regeringsgatan 4        | Anden 3      | Hus byggda 1928–1929 med bostadshus mot gatan med affärslokal i bottenplanet. | 58°18′07.4″N 14°17′18.9″Ö / 58.302056°N 14.288583°Ö   |      |
|                                | Hantverksgatan 13/ Regeringsgatan 5         | Rättvisan 4  | Bostadshus från 1800-talets senare del, påbyggt med en våning 1913. | 58°18′08.7″N 14°17′10.8″Ö / 58.302417°N 14.286333°Ö   |      |
| Stadsgården                    | Regeringsgatan 6A                           | Anden 5      | Timrat gatuhus i två våningar från 1852–1853. Byggnaden inrymde stadens administration från sent 1800-tal till 1936.                                                                 | 58°18′07.7″N 14°17′17.8″Ö / 58.302139°N 14.288278°Ö   |      |
| Stadsgården                    | Regeringsgatan 6B                           | Anden 5      | Timrat gatuhus i två våningar från 1850. Byggnaden inrymde stadens administration från sent 1800-tal till 1936.                                                                      | 58°18′08″N 14°17′16.9″Ö / 58.30222°N 14.288028°Ö      |      |
|                                | Regeringsgatan 7                            | Rättvisan 10 | Två faluröda byggnader: ett gårdshus med uthus och ett bostadshus i söder, samt ett garage mot Regeringsgatan.                                                                       | 58°18′09.3″N 14°17′09.4″Ö / 58.302583°N 14.285944°Ö   |      |
| Kuskbostaden, Baggstedtsgården | Regeringsgatan 8                            | Anden 6      | Den tidigare kuskbostaden till Baggstedsgården, uppförd före 1794, påbyggd under 1800-talet.                                                                                         | 58°18′08.5″N 14°17′14.8″Ö / 58.302361°N 14.287444°Ö   |      |
| Baggstedtsgården               | Regeringsgatan 8                            | Anden 6      | Baggstedtsgårdens huvudbyggnad, med stomme möjligen från 1700-talet och nuvarande utseende från 1870-talet och tidigt 1900-tal.                                                      | 58°18′09″N 14°17′13.4″Ö / 58.30250°N 14.287056°Ö      |      |
|                                | Regeringsgatan 9                            | Rättvisan 6  | Bostadshus, ursprungligen uppfört i slutet av 1800-talet, ombyggd 1956. | 58°18′9.8″N 14°17′07.8″Ö / 58.302722°N 14.285500°Ö    |      |
|                                | Regeringsgatan 10                           | Borgen 2     | På 1800-talet garvaregård. Det timrade bostadshuset uppfördes 1840 och byggdes om 1978.                                                                                              | 58°18′09.9″N 14°17′11.3″Ö / 58.302750°N 14.286472°Ö   |      |
| Församlingshemmet              | Regeringsgatan 12                           | Borgen 5     | Församlingshem och pastorsexpedition. Fastigheten var borgmästargård under första delen av 1900-talet. I trädgården finns ett falurött timmerhus från 1800-talet, som varit posthus. | 58°18′10.4″N 14°17′10.2″Ö / 58.302889°N 14.286167°Ö   |      |
| Församlingshemmet              | Regeringsgatan 14                           | Borgen 5     | Församlingshem och pastorsexpedition. Huset är från mitten av 1950-talet och sammanbyggt med Regeringsgatan 12.                                                                      | 58°18′11″N 14°17′09″Ö / 58.30306°N 14.28583°Ö         |      |
|                                | Regeringsgatan/ Västergränd 6               | Rättvisan 18 | Bostadshus från 1860-talet, byggt på en av stadens minsta tomter. | 58°18′09.2″N 14°17′06.4″Ö / 58.302556°N 14.285111°Ö   |      |